# Хохолков-Ростовский, Александр Андреевич
Князь Александр Андреевич Хохолков-Ростовский (умер в 1546) — воевода, наместник и боярин во времена правления Ивана III Васильевича, Василия III Ивановича и правлении Елены Васильевны Глинской при малолетнем Иване IV Васильевиче Грозном.
Из княжеского рода Хохолковых-Ростовских. Младший сын князя Андрея Ивановича Хохолка Ростовского. Имел братьев, князей: боярина Юрия Андреевича и боярина Ивана Андреевича по прозванию «Катырь», ставшего родоначальником княжеского рода Катыревы-Ростовские.

## Биография
В 1492 и 1495 годах участвовал в государевых новгородских походах. В 1496 году первый воевода Передового полка в походе против шведов. В 1512 году третий воевода в Кашире. В 1514 году пожалован в бояре. В 1527—1528 годах первый воевода и рязанский наместник. В 1529 году первый воевода в Вязьме. В 1531—1533 годах воевода в Смоленске. В 1534 году послан четвёртым воеводой в Боровск с родным братом великого князя Василия III — князем Андреем Ивановичем, а после направлен воеводой в Тулу. В 1525 году второй воевода в Муроме. В 1536 году первый наместник в Пскове.
П. Н. Петров в «Истории родов русского дворянства» и А. Б. Лобанов-Ростовский в «Русской родословной книге» указывают дату смерти князя Александра Андреевича — 1530 год, а М. Г. Спиридов в родословной книге показывает — 1546 год, приводя в доказательства его службы после 1530 года, что подтверждается и другими источниками.

## Семья
Жена: Мария (умерла в 1537).
В родословной книге из собрания М. А. Оболенского в поколенной росписи поданной в 1682 году в Палату родословных дел, в родословной книге М. Г. Спиридова и у П. Н. Петрова, князь Александр Андреевич показан бездетным, а А. Б. Лобанов-Ростовский показывает у него четыре сына, князья: Фёдор, Андрей, Дмитрий и Иван Александровичи.